# Agía Triás
Agía Triás är en ort i Cypern.   Den ligger i distriktet Eparchía Ammochóstou, i den nordöstra delen av landet, 90 km nordost om huvudstaden Nicosia. Agía Triás ligger 155 meter över havet och antalet invånare är 614. Den ligger på ön Cypern.
Terrängen runt Agía Triás är platt åt nordväst, men åt sydost är den kuperad. Havet är nära Agía Triás norrut. Närmaste större samhälle är Rizokárpaso, 16,1 km öster om Agía Triás. Trakten runt Agía Triás består till största delen av jordbruksmark.
Medelhavsklimat råder i trakten. Årsmedeltemperaturen i trakten är 21 °C. Den varmaste månaden är augusti, då medeltemperaturen är 31 °C, och den kallaste är februari, med 12 °C. Genomsnittlig årsnederbörd är 421 millimeter. Den regnigaste månaden är januari, med i genomsnitt 93 mm nederbörd, och den torraste är augusti, med 1 mm nederbörd.